# Валя-Урсулуй (Бузеу)
Валя-Урсулуй (рум. Valea Ursului) — село у повіті Бузеу в Румунії. Входить до складу комуни Минзелешть.
Село розташоване на відстані 122 км на північ від Бухареста, 37 км на північ від Бузеу, 107 км на захід від Галаца, 83 км на схід від Брашова.

## Населення
За даними перепису населення 2002 року у селі проживали 86 осіб, усі — румуни. Усі жителі села рідною мовою назвали румунську.